# Johan Larsson (hockey sur glace, 1986)
Pour les articles homonymes, voir Johan Larsson et Larsson.
Johan Larsson (né le 24 mars 1986 à Lindesberg en Suède) est un joueur professionnel suédois de hockey sur glace. Il évolue au poste de défenseur.

## Biographie

### Le Bofors IK
Formé au Lindlövens IF, il rejoint le Bofors IK en 2003. Il joue sa première saison dans la ligue junior J20 Elit.
En 2004, il poursuit son apprentissage en junior. Il est prêté au Karlskoga HC en Division 2. Au quatrième niveau national, il inscrit quatorze points en dix-neuf matchs. Il joue également ses cinq premiers matchs avec l'équipe senior participant à la SuperAllsvenskan, le deuxième échelon national. L'équipe termine sixième de la SuperAllsvenskan et participe alors aux barrages de qualification pour la Kvalserien. Bofors élimine Almtuna IS en trois matchs avant de s'incliner au deuxième tour face au IK Oskarshamn.
La saison suivante, il partage son temps entre ces deux équipes. Bofors prend la deuxième place de l'HockeyAllsvenskan. En 2004, l'équipe termine onzième et Larsson joue 40 des 45 parties plus quelques matchs avec son club formateur. En 2007, Bofors termine neuvième du championnat. Larsson prend la dix-huitième place des pointeurs chez les défenseurs.

### Briançon, première expérience à l'étranger
En 2008, il quitte Karlskoga pour tenter une nouvelle expérience en France avec les Diables Rouges de Briançon, équipe cosmopolite comptant huit nationalités différentes. L'entraîneur Antoine Lucien Basile l'aligne aux côtés de Gary Lévèque sur la troisième paire défensive. Larsson est alors barré par des défenseurs plus expérimentés avec François Groleau, Viktor Szélig, Brian Lee et Jakob Milovanovič. Ces défenseurs lui sont aussi préféré en situation de supériorité numérique malgré le lancer puissant du suédois. L'équipe est battue en huitième de finale de la Coupe de France chez les Ducs de Dijon 3-1. Elle s'incline en finale de Coupe de la Ligue contre les Brûleurs de Loups de Grenoble 4-3 après prolongation sur un but de Baptiste Amar.
les Briançonnais, se classent premiers de la saison régulière pour la première fois de leur histoire. Larsson inscrit deux buts et quatre assistances en vingt-cinq matchs. Lors des séries éliminatoires, les rouges barrent la route de Morzine-Avoriaz en trois matchs et affrontent Angers en demi-finale. Les deux équipes sont à égalité deux victoires partout en l'ayant emporté sur leur glace. Lors du cinquième match à la patinoire René Froger, Angers mène 3-0 avant que les diables rouges n'inversent la tendance pour l'emporter 5-3 et se qualifier. Lors de la finale, Briançon gagne le premier match mais perd les trois suivants contre les Brûleurs de Loups. Larsson offre quatre assistances en douze matchs, le meilleur total des défenseurs briançonnais. Les Grenoblois réalisent un quadruplé historique avec en plus le match des champions et la Coupe de France.

### Retour à Bofors
Après cette parenthèse d'une saison où sa carrière n'a pu décoller, il revient au Bofors IK. En 2010-2011, il réalise sa plus grosse production offensive dans l'Allsvenskan. Il compte vingt-huit points dont quatorze buts. Chez les défenseurs, il termine quatrième pointeur et meilleur buteur de la ligue. Bofors termine dixième. Pour la première fois de sa carrière, le défenseur se voit alors offrir la possibilité de réaliser son rêve de jouer dans l'Elitserien. Il reçoit des offres de plusieurs clubs de l'élite tel que le Luleå HF et le Skellefteå AIK. Le 14 avril 2011, le Färjestads BK vient de remporter l'Elitserien. Le directeur sportif du club Thomas Rundqvist annonce à la suite de cette soirée, la signature du défenseur pour deux saisons.

### Découverte de l'Elitserien
Les débuts dans l'élite suédoise sont difficiles pour le numéro 6 du FBK et son temps de jeu est limité. Le 26 décembre 2011, il marque son premier but face au Skellefteå AIK lors d'une victoire 3-1. En janvier 2012, l'entraîneur Niklas Czarnecki est remercié et remplacé par son adjoint Leif Carlsson à la tête de l'équipe. Larsson termine la saison avec deux buts et une assistance en trente-et-une parties de saison régulière. Il ne dispute aucun match lors des séries éliminatoires. Sixième de la saison régulière, Färjestad élimine le HV 71 en six matchs avant de s'incliner quatre victoires à une en demi-finale face au Brynäs IF, futur vainqueur du Trophée Le Mat. Le défenseur se fait opérer de la hanche lors de l'été 2012. À son retour de blessure, il est prêté au VIK Västerås HK dans l'Allsvenskan. Il dispute huit parties pour un but et autant d'assistance.

### L'élite finlandaise
Le 19 octobre 2012, il signe au HPK Hämeenlinna dans la SM-liiga, l'élite finlandaise. Le manager de Färjestad Jörgen Jönsson explique ce départ car le club avait neuf défenseurs et ne pouvait pas donner un temps de jeu notable à Larsson. De plus, le club souhaitait offrir un temps de jeu plus important à ses meilleurs défenseurs juniors tel Calle Andersson. L'entraîneur du HPK Ari-Pekka Selin aligne Larsson sur sa troisième paire défensive avec Ossi-Petteri Grönholm. Lors de sa deuxième partie avec le HPK, le 26 octobre, Larsson marque un but et une assistance chez le Tappara Tampere au cours d'une victoire 4-1. Il marque son premier doublé assorti de deux assistances le 12 janvier 2013 donnant la victoire 5-4 en prolongation au HPK face au SaiPa. Il est nommé dans l'équipe type de la SM-liiga pour la semaine du 7 au 13 janvier. Il est cité avec l'attaquant Justin Azevedo comme l'un des deux challengers du gardien Juha Metsola récipiendaire du titre de meilleur joueur de la SM-liiga pour le mois de janvier 2013 d'après la ligue et le magazine Jääkiekkolehti . Le HPK termine sixième de la saison régulière. En quarante-cinq rencontres, Larsson inscrit vingt-trois points, soit le cinquième total de son équipe, le premier chez les défenseurs. Il est le joueur le plus utilisé par Selin avec une moyenne de jeu proche de 24 minutes par match. Il marque neuf buts soit le quatrième total de la ligue chez les défenseurs après Markus Seikola (Pelicans Lahti, treize buts), Adam Masuhr (KalPa, douze buts) et Erik Karlsson (Jokerit, neuf buts en trente matchs). L'équipe est éliminée en quart de finale par le JYP Jyväskylä quatre victoires à une. Larsson est le joueur avec le plus gros temps de jeu de l'effectif avec 27 minutes 27 secondes de moyenne par match.
Le 4 avril, il conclut une entente de deux saisons avec le HV 71. Le directeur sportif Fredrik Stillman déclarant que « le défenseur a fait de grands progrès durant sa dernière saison et s'est établi comme un des meilleurs défenseurs de ligue finlandaise ». Le club de Jönköping voit en lui « un grand potentiel ». Le début de saison est difficile pour le HV71 et le temps de jeu de Larsson diminue durant l'automne notamment après le recrutement d'Anssi Salmela et de Chris Campoli. Après dix-sept matchs pour une assistance, il résilie son contrat en accord avec le HV71 le 1er décembre alors que le club pointe à la dixième place de la SHL. Il signe alors au Tappara dans la Liiga. Le Tappara termine deuxième de la saison régulière derrière le Kärpät Oulu. L'équipe entraînée par Jukka Rautakorpi s'incline quatre victoires à trois lors de la finale face au Kärpät. Aligné en deuxième ligne avec Pekka Saravo, le Suédois se casse le pied lors du sixième match et manque sur blessure l'ultime match perdu en prolongation.
Lors de l'intersaison 2014, il signe au SaiPa entraînée par Pekka Tirkkonen. L'équipe participe à la Ligue des champions 2014-2015. Larsson inscrit deux assistances lors des six matchs du premier tour. SaiPa remporte le groupe G et dispute le huitième de finale face au Genève Servette HC. Battu 2-0 en Suisse lors du match aller, le club de Lappeenranta l'emporte 5-2 aux tirs au but lors du match retour. Larsson sert quatre assistances lors de ce match.
Le 12 octobre 2016, les Iserlohn Roosters annoncent la signature de Larsson.

## Trophées et honneurs personnels

### HockeyAllsvenskan
- 2011 : meilleur buteur de la saison régulière chez les défenseurs.

## Statistiques
| Saison    | Équipe                     | Ligue             |    | Saison régulière | Saison régulière | Saison régulière | Saison régulière | Saison régulière |   | Séries éliminatoires | Séries éliminatoires | Séries éliminatoires | Séries éliminatoires | Séries éliminatoires |
| Saison    | Équipe                     | Ligue             | PJ | B                | A                | Pts              | Pun              | PJ               | B | A                    | Pts                  | Pun                  |                      |                      |
| 2001-2002 | Örebro Län                 | TV-Pucken         | 8  | 0                | 2                | 2                | 0                | -                | - | -                    | -                    | -                    |                      |                      |
| 2003-2004 | Bofors IK                  | J20 Elit          |    |                  |                  |                  |                  |                  |   |                      |                      |                      |                      |                      |
| 2004-2005 | Bofors IK                  | SuperAllsvenskan  | 5  | 0                | 0                | 0                | 0                | -                | - | -                    | -                    | -                    |                      |                      |
| 2004-2005 | Bofors IK                  | Kvalserien        | -  | -                | -                | -                | -                | 5                | 0 | 0                    | 0                    | 0                    |                      |                      |
| 2004-2005 | Bofors IK                  | J20 Division 1    | 11 | 2                | 2                | 4                | 8                | -                | - | -                    | -                    | -                    |                      |                      |
| 2004-2005 | Karlskoga HC               | Division 2        | 19 | 6                | 8                | 14               | 12               | -                | - | -                    | -                    | -                    |                      |                      |
| 2005-2006 | Bofors IK                  | HockeyAllsvenskan | 17 | 0                | 0                | 0                | 0                | -                | - | -                    | -                    | -                    |                      |                      |
| 2005-2006 | Karlskoga HC               | Division 2        |    | 10               | 13               | 23               | 30               | -                | - | -                    | -                    | -                    |                      |                      |
| 2005-2006 | Karlskoga HC               | Kvalserien Div 1. | -  | -                | -                | -                | -                | 6                | 0 | 7                    | 7                    | 6                    |                      |                      |
| 2006-2007 | Bofors IK                  | HockeyAllsvenskan | 40 | 2                | 6                | 8                | 12               | -                | - | -                    | -                    | -                    |                      |                      |
| 2006-2007 | Lindlövens IF              | Division 1        | 6  | 1                | 2                | 3                | 18               | -                | - | -                    | -                    | -                    |                      |                      |
| 2007-2008 | Bofors IK                  | HockeyAllsvenskan | 45 | 8                | 11               | 19               | 71               | -                | - | -                    | -                    | -                    |                      |                      |
| 2008-2009 | Diables Rouges de Briançon | Ligue Magnus      | 25 | 2                | 4                | 6                | 26               | 12               | 0 | 4                    | 4                    | 8                    |                      |                      |
| 2008-2009 | Diables Rouges de Briançon | CdF               | 1  | 0                | 0                | 0                | 0                | -                | - | -                    | -                    | -                    |                      |                      |
| 2008-2009 | Diables Rouges de Briançon | CdlL              | 6  | 0                | 2                | 2                | 6                | 5                | 0 | 0                    | 0                    | 2                    |                      |                      |
| 2009-2010 | Bofors IK                  | HockeyAllsvenskan | 52 | 6                | 14               | 20               | 38               | -                | - | -                    | -                    | -                    |                      |                      |
| 2009-2010 | Bofors IK                  | Kvalserien        | -  | -                | -                | -                | -                | 2                | 0 | 0                    | 0                    | 0                    |                      |                      |
| 2010-2011 | Bofors IK                  | HockeyAllsvenskan | 49 | 14               | 14               | 28               | 38               | -                | - | -                    | -                    | -                    |                      |                      |
| 2011      | Färjestads BK              | TE                | 8  | 0                | 0                | 0                | 8                | -                | - | -                    | -                    | -                    |                      |                      |
| 2011-2012 | Färjestads BK              | Elitserien        | 31 | 2                | 1                | 3                | 12               | 0                | 0 | 0                    | 0                    | 0                    |                      |                      |
| 2011-2012 | Färjestads BK              | J20 SuperElit     | 10 | 1                | 2                | 3                | 12               | -                | - | -                    | -                    | -                    |                      |                      |
| 2012-2013 | Färjestads BK              | J20 SuperElit     | 1  | 0                | 0                | 0                | 0                | -                | - | -                    | -                    | -                    |                      |                      |
| 2012-2013 | VIK Västerås HK            | Allsvenskan       | 8  | 1                | 1                | 2                | 10               | -                | - | -                    | -                    | -                    |                      |                      |
| 2012-2013 | HPK Hämeenlinna            | SM-liiga          | 45 | 9                | 14               | 23               | 34               | 5                | 0 | 0                    | 0                    | 8                    |                      |                      |
| 2013      | HV 71                      | TE                | 8  | 0                | 2                | 2                | 4                | -                | - | -                    | -                    | -                    |                      |                      |
| 2013-2014 | HV 71                      | SHL               | 17 | 0                | 1                | 1                | 6                | -                | - | -                    | -                    | -                    |                      |                      |
| 2013-2014 | Tappara                    | Liiga             | 28 | 0                | 2                | 2                | 33               | 14               | 0 | 1                    | 1                    | 8                    |                      |                      |
| 2013-2014 | LeKi                       | Mestis            | 1  | 0                | 1                | 1                | 0                | -                | - | -                    | -                    | -                    |                      |                      |
| 2014-2015 | SaiPa                      | LdC               | 6  | 0                | 2                | 2                | 6                | 2                | 0 | 4                    | 4                    | 2                    |                      |                      |
| 2014-2015 | SaiPa                      | Liiga             | 32 | 6                | 6                | 12               | 16               | 6                | 2 | 2                    | 4                    | 2                    |                      |                      |
| 2015-2016 | SaiPa                      | Liiga             | 58 | 3                | 11               | 14               | 34               | 6                | 0 | 0                    | 0                    | 25                   |                      |                      |
| 2016-2017 | Iserlohn Roosters          | DEL               | 44 | 0                | 12               | 12               | 26               | -                | - | -                    | -                    | -                    |                      |                      |
| 2017-2018 | Iserlohn Roosters          | DEL               | 52 | 4                | 8                | 12               | 28               | 2                | 0 | 1                    | 1                    | 2                    |                      |                      |
| 2018-2019 | AIK IF                     | Allsvenskan       | 40 | 9                | 11               | 20               | 14               | 7                | 0 | 1                    | 1                    | 2                    |                      |                      |
| 2019-2020 | AIK IF                     | Allsvenskan       | 48 | 3                | 10               | 13               | 42               | -                | - | -                    | -                    | -                    |                      |                      |
| 2020-2021 | BIK Karlskoga              | Allsvenskan       | 28 | 2                | 16               | 18               | 24               | 9                | 0 | 8                    | 8                    | 16                   |                      |                      |
| 2021-2022 | BIK Karlskoga              | Allsvenskan       | 33 | 2                | 8                | 10               | 16               | 9                | 0 | 4                    | 4                    | 4                    |                      |                      |
| 2022-2023 | BIK Karlskoga              | Allsvenskan       | 40 | 4                | 10               | 14               | 57               | 4                | 0 | 0                    | 0                    | 6                    |                      |                      |